# Neocrepidodera transversa
Neocrepidodera transversa is een keversoort uit de familie bladkevers (Chrysomelidae). De wetenschappelijke naam van de soort werd in 1802 gepubliceerd door Thomas Marsham.